# Surochów
Surochów (ukr. Сурохів) – wieś w Polsce, położona w województwie podkarpackim, w powiecie jarosławskim, w gminie Jarosław.
W latach 1975–1998 miejscowość administracyjnie należała do województwa przemyskiego.

## Integralne części wsi
| SIMC    | Nazwa         | Rodzaj    |
| ------- | ------------- | --------- |
| 0603402 | Charysze      | część wsi |
| 0603419 | Grobla        | część wsi |
| 0603425 | Kochanówka    | część wsi |
| 0603431 | Koło Kolei    | część wsi |
| 0603448 | Koło Kościoła | część wsi |
| 0603454 | Konie         | część wsi |
| 0603460 | Na Borysach   | część wsi |
| 0603477 | Zakocina      | część wsi |

## Historia
W końcu XIX w. miejscowość liczyła 1163 mieszkańców, w tym 89,2% grekokatolików, 8,6% katolików i 2,2% żydów.
W II Rzeczypospolitej wieś w powiecie jarosławskim województwa lwowskiego. W latach 1945–1946 nacjonaliści ukraińscy z OUN-UPA zamordowali tutaj 12 Polaków i 3 Ukraińców „za sprzyjanie Polakom”. W 1946 r. przesiedlono 300 rodzin ukraińskich do ZSRR. Pozostałe po nich gospodarstwa spaliło UPA. W 1947 r. w ramach Akcji „Wisła” przesiedlono 50 rodzin do województwa koszalińskiego.

## Zabytki
We wsi znajduje się cerkiew greckokatolicka pw. św. Paraskewy, obecnie kościół parafialny św. Michała Archanioła. Fundatorem budowli był książę Witold Czartoryski. Świątynia została zbudowana w latach 1912–1914.
W ciągu roku szkolnego 1903/1904 Adolf Wiktor Weiss wykonał plany i prowadził budowę kaplicy wotywnej w Surochowie, w dobrach Jego Ekscelencji Kazimierza Badeniego.

## Ludzie urodzeni w Surochowie
- Surochów miejscem urodzenia hrabiego Aleksandra Fredry – pisarza, który przebywał tu w latach 1793–1797 w drewnianym dworze, który to Kazimierz Badeni na przełomie XIX i XX w. przebudował na pałac. W latach sześćdziesiątych pałac został rozebrany[10].
- hr. Maria Aniela Katarzyna Dunin-Borkowska z hr. Badenich (28.8.1832 – 2.8.1904, Lwów) – żona hr. Bolesława Mariana Dunin-Borkowskiego, starosty obwodowego kołomyjskiego[11].

## Ludzie związani z Surochowem
Przed II wojną światową nauczycielem w szkole w Surochowie był kpt. Władysław Ważny ps. „Tygrys”, późniejszy bohater walki wywiadowczej przeciwko niemieckim wyrzutniom V1 i V2 we Francji.